# 會津征伐
會津征伐是1600年（慶長5年）關東大名德川家康對會津大名上杉景勝的討付令。由於德川家康的軍隊在上野國小山得知石田三成進攻伏見城，經過會議後決定返回關東重整軍勢，德川軍主力沒與上杉景勝交戰，成為雙方在關原交戰的序幕。

## 經由
上杉景勝命令家臣直江兼續增建神指城增加防禦力。後來堀秀治向德川家康報告，指出上杉景勝有叛意。有意與德川家康傷補關係的藤田信吉遭到彈劾。4月1日家康派遣伊奈昭綱及河村長門兩者使者，將西笑承兌代寫的書函交給上杉景勝。後來上杉景勝家臣直江兼續回覆，這封信又被稱為直江狀，但這封信可能是偽造。5月3日，德川家康下命各大名進攻會津。

## 出征
6月16日家康整備一切，留下天野康景及佐野綱正兩人由大坂城出發。7月2日到達江戶城準備出征。當石田三成舉兵時，家康仍然留在江戶城，家康在19日從江戶城進發，再度前往會津。
7月24日家康的軍隊在小山接獲鳥居元忠使者的情報，指石田三成等將會開始進攻伏見城。於是在小山召開會議（小山評定）。最終決定折返，向西阻止石田三成。為牽制上杉軍，留下了結城秀康等人留守，最終德川軍沒與上杉軍正面交戰。後來在東北地方傳來交戰，在關原之戰開始的同時，上杉景勝與最上義光及伊達政宗在出羽國松川及長谷堂有軍事衝突。